# Zemětřesení v Pákistánu 2011
Zemětřesení v Pákistánu v roce 2011 bylo zemětřesení o velikosti 7,2 Mw. Jeho epicentrum leželo asi 45 kilometrů západně od města Dalbandin v provincii Balúčistán, v řídce osídlené oblasti. Organizace United States Geological Survey uvádí, že k zemětřesení došlo 18. ledna 2011 ve 20:23:17 UTC (19. ledna v 1 hodinu a 23 minut místního času) v místě se souřadnicemi 28.838°N, 63.974°E a epicentrem v hloubce 84 km.
Oběťmi se po zemětřesení staly dvě ženy, které zemřely na infarkt ve městě Kvéta, asi 330 km severovýchodně od epicentra, kde byla podle Mercalliho stupnice naměřena intenzita IV. stupně. Mnoho lidí se zranilo.
Tektonické prostředí tohoto regionu je ovlivňováno pohyby Arabské, Indické a Eurasijské desky.